# Olsztyńska Trzydniówka Teatralna
Olsztyńska Trzydniówka Teatralna - cykliczny festiwal wchodzący w skład Olsztyńskiego Lata Artystycznego, organizowany przez Miejski Ośrodek Kultury w Olsztynie.
Dotychczas odbyło się VIII edycji festiwalu. Zazwyczaj ma on miejsce w drugiej połowie sierpnia. Spektakle zwykle odbywają się na Targu Rybnym, fosie zamkowej, scenie staromiejskiej czy Rynku Starego Miasta.